# 陈墨西
陳墨西（1869年1月19日—1960年5月23日），名貞瑞，號潛齋，中國國民黨元老、辛亥革命先驅、民主革命家、教育家。湖南省衡永郴桂道衡州府衡陽縣渣江鎮（今衡陽市西渡區三湖鎮興隆村）人，父親為清朝進士陳維之，曾在同治年間任江西省九江府知府，長子為國民政府海軍上校陳道（字菊池），次子為歷史學家陳致平，曾任台灣師範大學國文系教授，孫女為台灣作家瓊瑤。